# Todos tenemos un plan
Todos tenemos un plan è un film del 2012 scritto e diretto da Ana Piterbarg, con protagonista Viggo Mortensen.

## Trama
Agustìn è un uomo disperato che vive a Buenos Aires. All'improvviso abbandona la sua vita, oramai frustrante. Dopo la morte del fratello gemello Pedro, decide di impossessarsi della sua identità e di iniziare una nuova esistenza dove viveva da piccolo insieme al gemello. Subito però si ritroverà coinvolto nel mondo criminale che faceva parte della vita del suo gemello.

## Produzione

### Riprese
Il film viene girato tra Spagna ed Argentina, nelle città di Ciudad de la Luz e Buenos Aires. Le riprese iniziano il 6 giugno e terminano il 12 agosto 2011.

### Cast
Viggo Mortensen viene scelto grazie alla capacità di parlare lo spagnolo, lingua con la quale recita per la prima volta nel film Il destino di un guerriero (2006). Qui per la prima volta recita e registra in Argentina, nazione in cui Mortensen visse per dieci anni da bambino.

## Distribuzione
Il primo trailer del film viene pubblicato il 12 settembre 2012.
Il film viene distribuito nelle sale cinematografiche argentine il 30 agosto 2012, il 7 settembre in Spagna e l'8 settembre viene presentato al Toronto International Film Festival.